# Walter Wenzel
Walter Wenzel (* 20. Januar 1929 in Hermsdorf, Tschechoslowakei; † 17. Juni 2025) war ein deutscher Namenforscher und Professor für slawische Sprachgeschichte und Namenforschung der Universität Leipzig.

## Leben
Wenzel studierte Slawistik und Anglistik und arbeitete als Lektor für Russisch. 1960 wurde er zum Dr. phil. promoviert. Die Dissertation B (Habilitation) erfolgte 1979 an der Universität Leipzig, an der er 1990 Professor wurde. Sein Hauptforschungsgebiet waren slawische, insbesondere sorbische Orts- und Personennamen, die er auch nach seiner Emeritierung 1994 weiter untersuchte.

## Werke
- Die Ortsnamen des Schweinitzer Landes (= Deutsch-slawische Forschungen zur Namenkunde und Siedlungsgeschichte, Nr. 16). Akademie-Verlag, Berlin 1964, zugleich Dissertation, Leipzig 1960
- Deutsch-russische Übersetzungstexte. Slawisches Institut der Karl-Marx-Universität, Leipzig 1961
- Übungen zur russischen Phonetik und Intonation. Slawisches Institut der Karl-Marx-Universität, Leipzig 1963
- Walter Wenzel, Hans Stankoweit: Übungen zur russischen Syntax (Hypotaxe). Slawisches Institut der Karl-Marx-Universität, Leipzig 1964
- Walter Wenzel unter Mitarbeit von Natalja Ljapidevskaja: Übungen zur russischen Phraseologie. Karl-Marx-Universität, Leipzig 1967
- Übungen zur sowjetischen Landeskunde. Teil 1: Grundlagen der physischen Geographie der UdSSR. Sektion Theoretische und Angewandte Sprachwissenschaften der Karl-Marx-Universität, Leipzig 1969
- Studien zur sorbischen Anthroponymie nach Quellen des 14. bis 18. Jahrhunderts aus dem deutsch-slawischen Sprachkontaktraum an der Schwarzen Elster. Dissertation B, Leipzig 1979
- Studien zu sorbischen Personennamen. Domowina-Verlag, Bautzen
  - Band 1: Systematische Darstellung. 1987, ISBN 3-7420-0094-2
  - Band 2: Historisch-etymologisches Wörterbuch. Teilband 1 A–L. 1991, ISBN 3-7420-0654-1
  - Band 2: Historisch-etymologisches Wörterbuch. Teilband 2 M–Z. 1992, ISBN 3-7420-0656-2
  - Band 3: Namenatlas und Beiträge zur Siedlungsgeschichte. 1994, ISBN 3-7420-1523-0
- Lausitzer Familiennamen slawischen Ursprungs. Domowina-Verlag, Bautzen 1999, ISBN 3-7420-1767-5; 2. Auflage, 2022, ISBN 978-3-7420-2648-4
- Beiträge zur westslawischen Anthroponomastik. Institut für Slavistik, Leipzig 1999 [Wiederabdruck von Aufsätzen aus den Jahren 1993 bis 1998]
- Niedersorbische Personennamen aus Kirchenbüchern des 16. bis 18. Jahrhunderts. Domowina-Verlag, Bautzen 2004, ISBN 3-7420-1922-8
- Niederlausitzer Ortsnamenbuch. Domowina-Verlag, Bautzen 2006, ISBN 3-7420-1996-1
- Oberlausitzer Ortsnamenbuch. Domowina-Verlag, Bautzen 2008, ISBN 978-3-7420-2067-3
- Walter Wenzel (Verfasser); Silvio Brendler und Karlheinz Hengst (Herausgeber): Slawen · Deutsche · Namen. Beiträge zur westslawischen Personen- und Ortsnamenforschung. Baar-Verlag, Hamburg 2009, ISBN 978-3-935536-80-6
- Walter Wenzel (Verfasser); Andrea Brendler und Silvio Brendler (Herausgeber): Namen und Geschichte. Orts- und Personennamen im deutsch-westslawischen Sprachkontaktraum als historische Zeugnisse. Baar, Hamburg 2014, ISBN 978-3-935536-53-0
- Slawen in Deutschland. Ihre Namen als Zeugen der Geschichte. Baar, Hamburg 2015, ISBN 978-3-935536-52-3
- Atlas niedersorbischer Zunamen. Nach Quellen des 14. bis 18. Jahrhunderts. Domowina-Verlag, Bautzen 2015, ISBN 978-3-7420-2315-5
- Walter Wenzel (Verfasser); Andrea Brendler und Silvio Brendler (Herausgeber): Die slawische Frühgeschichte Sachsens im Licht der Namen. Baar, Hamburg 2017, ISBN 978-3-935536-51-6
- Steffen Menzel, Walter Wenzel: Sorbische Personennamen der östlichen Oberlausitz. Nach Quellen des 14. bis 18. Jahrhunderts. Domowina-Verlag, Bautzen 2017, ISBN 978-3-7420-2432-9
- Walter Wenzel (Verfasser); Andrea Brendler und Silvio Brendler (Herausgeber): Die slawische Besiedlung des Landes zwischen Elbe und Saale. Namenkundliche Studien. Baar, Hamburg 2019, ISBN 978-3-935536-29-5
- Walter Wenzel (Verfasser); Andrea Brendler und Silvio Brendler (Herausgeber): Slawen zwischen Saale und Neiße. Namenkundliche Studien. baar, Hamburg 2021, ISBN 978-3-935536-15-8
- Die Frühgeschichte der Sorben im Licht der Namen (= Kleine Reihe des Sorbischen Instituts Bautzen, Heft 33), Sorbisches Institut Bautzen, Bautzen [2021], ISBN 978-3-948166-97-7